# 5. Arrondissement (Lyon)
Das 5. Arrondissement ist eines der neun Arrondissements von Lyon (Stadtbezirk). Es umfasst den Hügel des Fourvière und Vieux Lyon.
Das Arrondissement liegt im Nordwesten des Stadtgebiets von Lyon. Es wird im Osten von der Saône begrenzt. Im Norden grenzt es an das 9. Arrondissement, im Nordosten an das 1. Arrondissement, im Südosten an das 2. Arrondissement, im Süden an Sainte-Foy-lès-Lyon, im Südwesten an Francheville und im Westen an Tassin-la-Demi-Lune.

## Geschichte

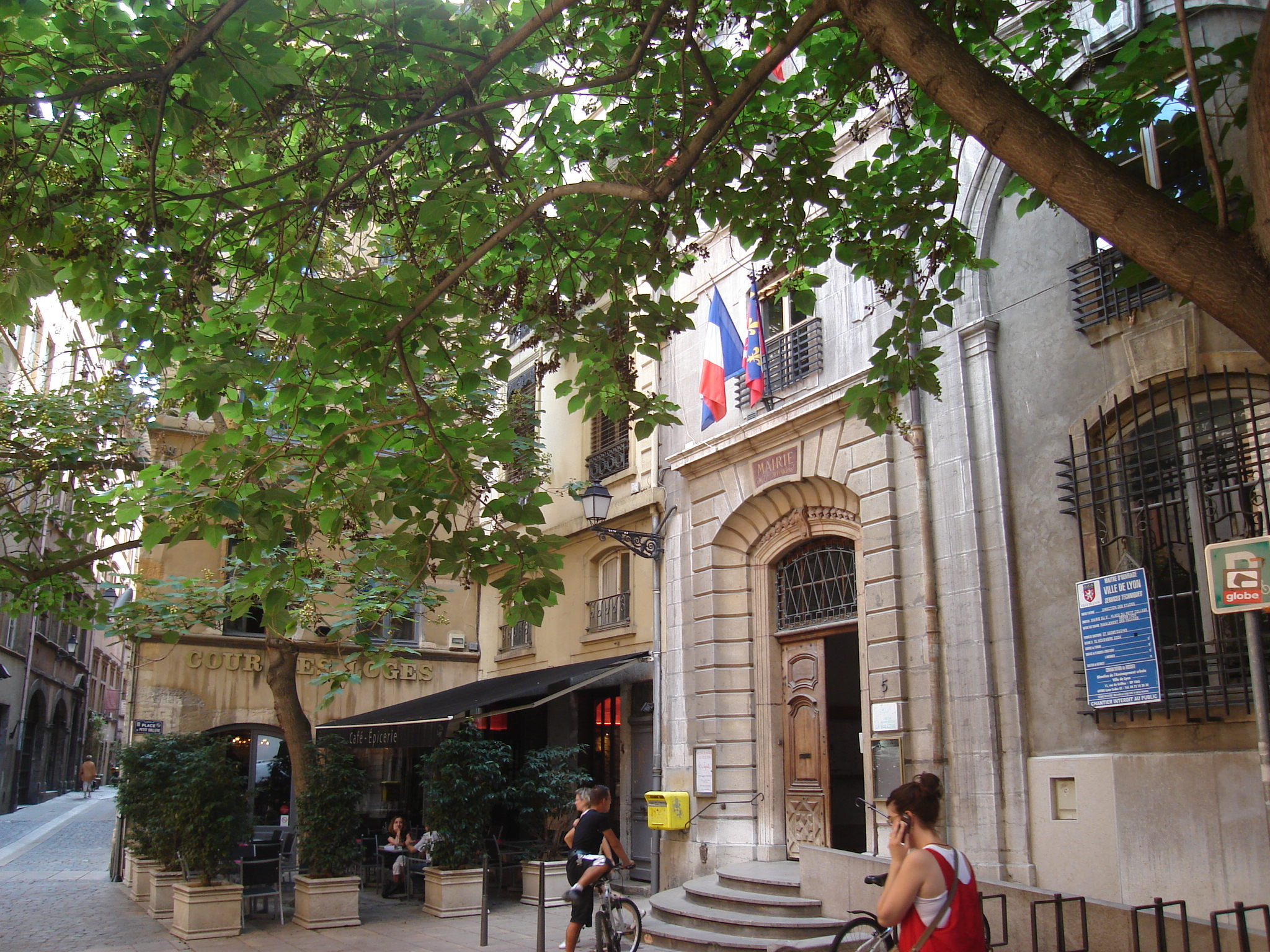
Die Bürgermeisterei des 5. Arrondissement

Das 5. Arrondissement ist eines der fünf, die durch Präsidialdekret vom 24. März 1852 geschaffen wurden. Das 5. Arrondissement ist das historische Herz von Lyon: 43 v. Chr. gründete Munatius Plancus auf dem Fourvière die römische Kolonie Lugdunum. Hier, im 5. Arrondissement, erblüte das römische und mittelalterliche Lyon, ehe die Saône überschritten wurde.
Man kann den historischen Ursprung von Lyon auf einem touristischen Umlauf sehr schön entdecken: Hinter Alt-Lyon und dem Fourvière gibt es die Wohnviertel Point-duJour, Champvert, Ménival, Saint-Irénée, die zwar weniger bekannt sind jedoch die Spuren der historischen, römischen Vergangenheit zeigen.
Durch das Dekret vom 1. August 1963 wurde die Gemeinde Saint-Rambert-l'Île-Barbe dem 5. Arrondissement zugeordnet. Im folgenden Jahr wurde das Arrondissement geteilt und der Nordteil zum 9. Arrondissement (Dekret vom 12. August 1964).

## Demographie
| Jahr      | 1999   | 2005   | 2008   | 2009   | 2011   | 2012   | 2013   |
| --------- | ------ | ------ | ------ | ------ | ------ | ------ | ------ |
| Einwohner | 46.985 | 46.300 | 47.977 | 46.821 | 46.698 | 46.693 | 46.630 |

Im Jahr 2013 betrug die Bevölkerungsdichte 7.485 Einw./km².

## Geografie und Einrichtungen
Das 5. Arrondissement bedeckt eine Fläche von 6,2 km²

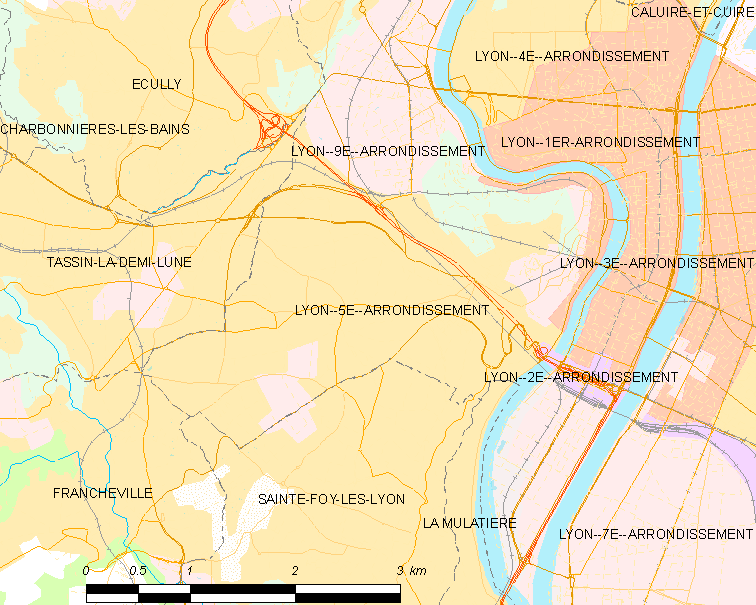
Karte des Arrondissements

### Stadtviertel

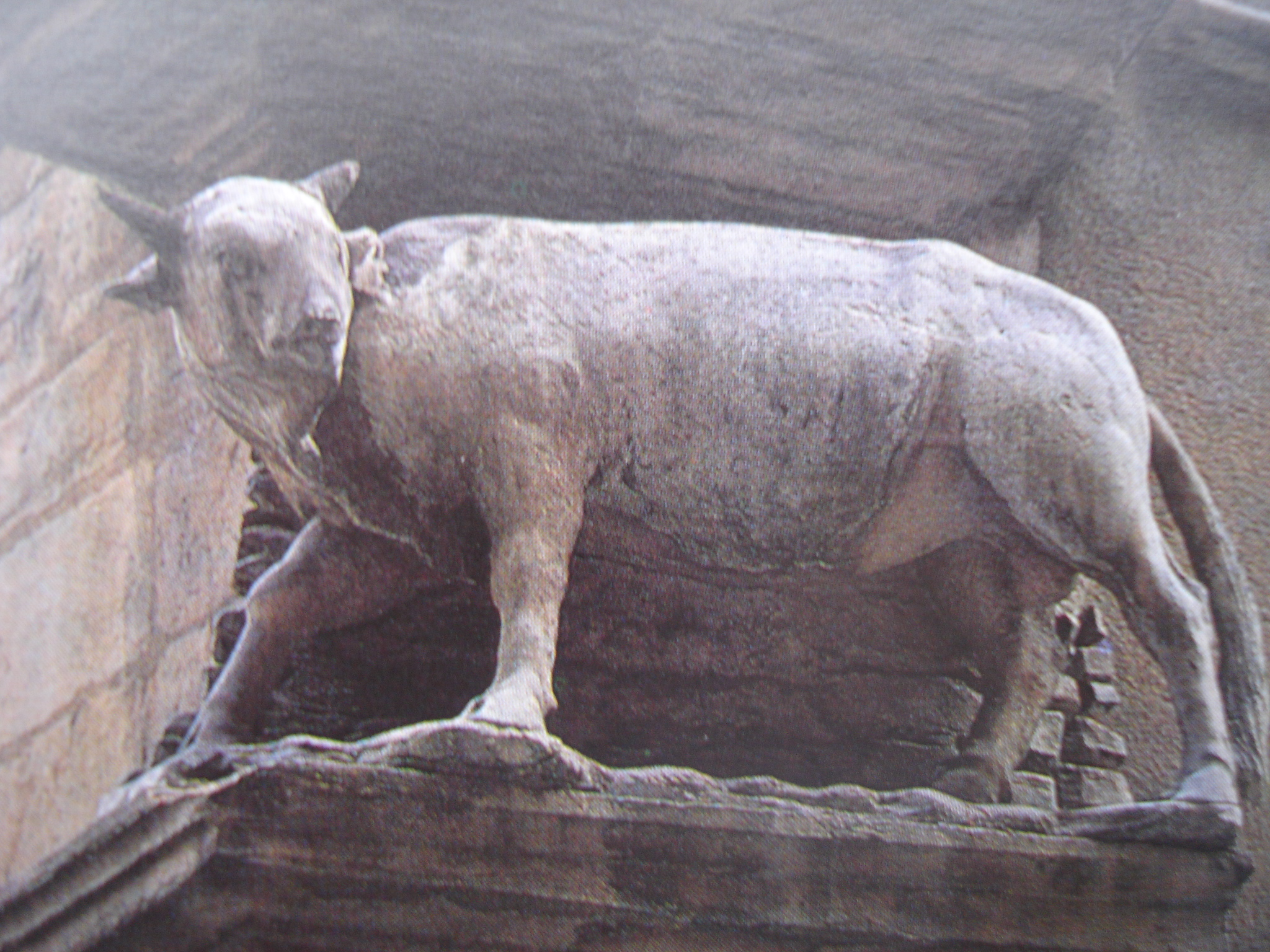
Stier der Rue du bœuf

Es besteht aus folgenden Stadtvierteln (französisch Quartiers):
- Vieux Lyon (Altstadt, UNESCO-Welterbe)
  - Saint-Georges
  - Saint-Jean
  - Saint-Paul
- Fourvière
- Saint-Just
- Saint-Irénée
- Le Point du Jour
- Champvert
- Ménival

### Bauwerke
- Kathedrale von Lyon
- Église Saint-Georges
- Notre-Dame de Fourvière
- Église Saint-Paul
- Église Saint-Just
- Église Saint-Irénée
- Théâtre antique de Fourvière
- Odéon antique de Fourvière
- Tour métallique de Fourvière
- Loge du Change
- La Tour Rose
- La galerie Philibert Delorme
- Musées Gadagne
- Maison Pauline Jaricot
- Palais de justice historique de Lyon (Cour d’appel de Lyon)
- Château de Ménival

### Kunst
Im 5. Arrondissement wurde im 19. Jahrhundert, die berühmte Figur Guignol von Laurent Mourguet erfunden. Die Dekoration für seine Stücke fand er am Platz Trinité am Ende der Straße Aufstieg Gourguillon.

### Straßen, Plätze, Grünflächen
Es gibt drei Hauptachsen:
- Das Fourvière-Tunnel ist bekannt für seine enorme Verkehrsstaus.
- Das Saône-Ufer entlang längs dem Stadtteil Vieux Lyon
- Die Durchgangsstraße Ost-West, die morgens und abends normalerweise verstopft ist.

Das 5. Arrondissement ist die notwendige Durchfahrt für die Pendler vom Lyoner Westen, wenn sie zur Arbeit ins Zentrum fahren. Die wichtigsten Passagen sind: Der Aufstieg von Choulans (montée de Ch.) und die Avenue 1er DFL, Avenue Barthélemy Buyer, Aufstieg zum Chemin Neuf, Avenue Point-du-Jour, Rue Joliot-Curie.
Die Straßen in Vieux Lyon sind für Fußgänger und für die Anwohner (Zufahrt, Parkplatz) reserviert, fallen also für den Durchgangsverkehr aus.
In Vieux Lyon gibt es zahlreiche Plätze: Platz Saint-Paul, Platz Change, Platz Gouvernement, Platz Baleine, Platz Saint-Jean, Platz Trinité, Platz Saint Georges, Platz Crepu. Im übrigen Teil des Arrondissements gibt es noch folgende erwähnenswerte Plätze: Platz Fourvière und die daran anschließende Vorplatz, Platz Abbé Larue, Platz Saint-Irénée, Platz Bénédict Teissier, ...
Dieses Arrondissement ist zweifelsohne das mit den meisten Grünflächen von Lyon. Es gibt zahlreiche Parks, von denen hier die wichtigsten genannt sein sollen:
- Park der Höhen, gelegen zwischen dem Friedhof Loyasse und dem Tour métallique de Fourvière
- Der Rosenpark, der die Altstadt mit der Notre-Dame de Fourvière verbindet.
- Der Park am Rathaus des 5. Arrondissement im Viertel Point-du-Jour.
- Der Park der Garde, zwischen der Rue de la Garde und den Aquädukten; der Park umfasst 12 Ha und ist jüngst neu angelegt worden.
- Der Fußweg Champvert mit 1,5 km entlang der Avenue Barthélémy Buyer. Es handelt sich um die ehemalige Gleisanlage der Eisenbahnlinie Saint-Just - Vaugneray.
- Der Park Champvert, der an den Fußweg anschließt, der zu einer Jugendstilvilla führt.

Das Viertel ist weiterhin durch viele Grünflächen, Plätzchen und Gärten aufgelockert.

### Verkehrsanbindung

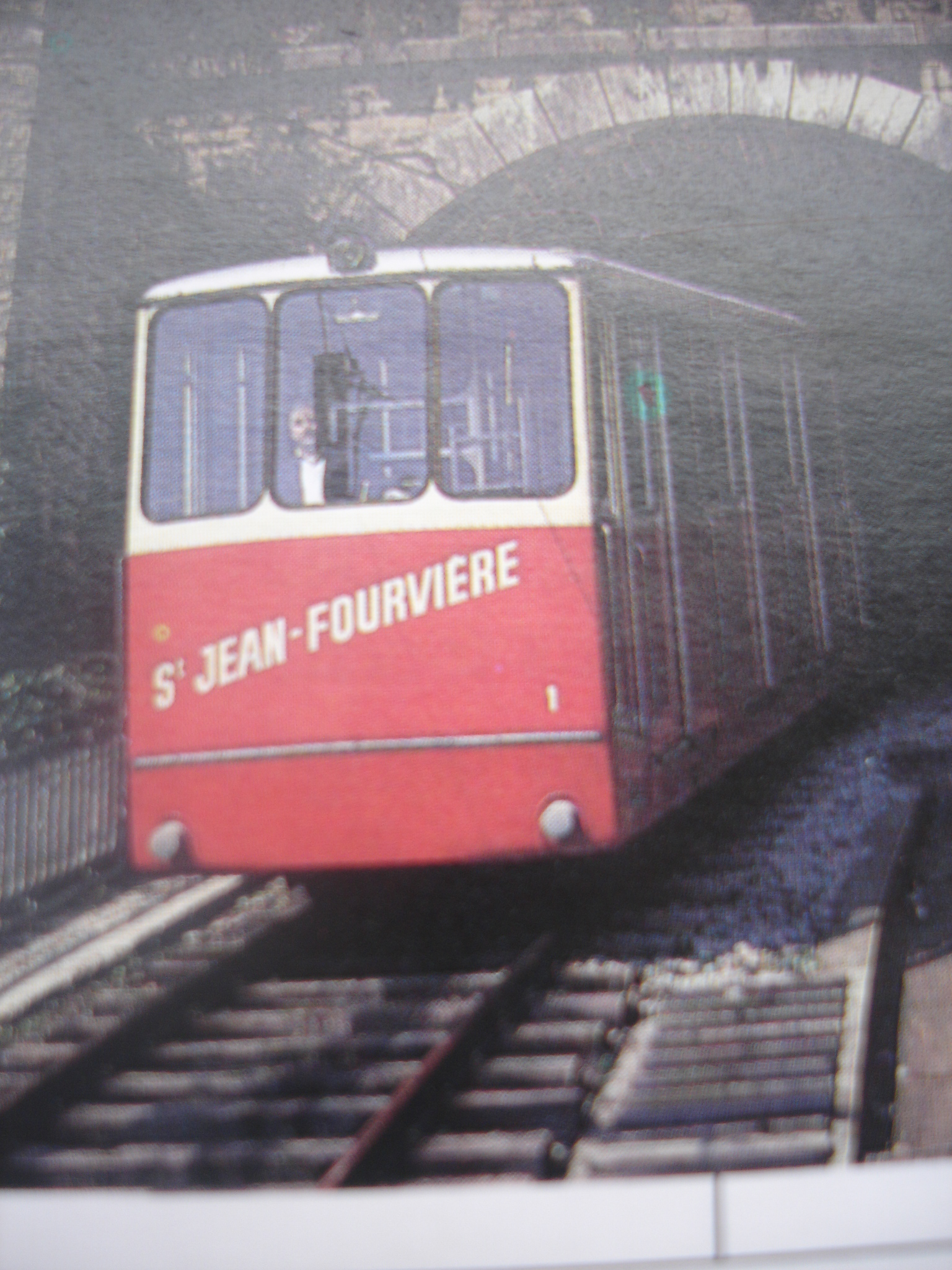
Die Linie 2

- Métro Lyon D, Station: Vieux Lyon - Cathédrale Saint-Jean
- Standseilbahnen in Lyon 1, Stationen: Vieux Lyon - Cathédrale Saint-Jean, Minimes - Théâtres Romains, Saint-Just
- Standseilbahnen in Lyon 2, Stationen: Vieux Lyon - Cathédrale Saint-Jean, Fourvière

## Verwaltung
| Zeitraum                                       | Zeitraum  | Name                     | Partei | Beruf                                              |
| 1977                                           | 1989      | Bernadette Isaac-Sibille | UDF    | Députée du Rhône                                   |
| 1989                                           | 2001      | Marie-Thérèse Geffroy    | RPR    | Vice-présidente du Conseil régional de Rhône-Alpes |
| 2001                                           | 2014      | Alexandrine Pesson       | PS     |                                                    |
| 2014                                           | bis heute | Thomas Rudigoz           | PS     | Conseiller général du Rhône                        |
| Liste wegen fehlender Daten nicht vollständig. |           |                          |        |                                                    |